# デンキ街の本屋さん
『デンキ街の本屋さん』（デンキがいのほんやさん）は、水あさとによる日本の漫画作品。『月刊コミックフラッパー』（KADOKAWA メディアファクトリー）にて、2011年7月号から2017年12月号まで連載。2017年6月時点で1～14巻までのコミックス累計発行部数は100万部を記録している。
「日本のとある電気街」に建つ架空の書店「COMIC うまのほね」を舞台に、店員達の日常を描く青春ラブコメディ漫画である。物語の中心となる7人の店員はそれぞれ強い個性を持つ。時系列に従って登場人物間の関係など微妙な変化がある。また、原則として一話毎に話題の変わる漫画であり、作品を通した物語性はない。
2013年8月にはドラマCDが発売されている。日本国外においては長鴻出版社（台湾）より翻訳版が出版されている。
2014年5月にテレビアニメ化が発表され、同年10月から12月まで放送された。

## 登場人物
- この漫画の店員たちは互いを「あだ名」で呼び合い、本名は原則として明確にされない。また、店長とカントクのみが正規雇用の社員であり、他は非正規雇用のパートまたはアルバイトである。
- 声優は特に記載のない場合ドラマCD版・テレビアニメ版共通。

### コミック うまのほね
ひおたん
声 - 高森奈津美
ロングストレートの金髪を持つ女性店員。海雄の教育係的立場だが、漫画などの知識には疎い。あだ名の「ひおたん」も知識が疎い「非オタ」から。素直な性格で、意識せず“恥ずかしい台詞”を言ったり、カントクの口車に乗せられたりする。また、失敗の多いドジっ娘でもある。かなり巨乳で他の女性店員らに羨まれている。姉がいる。
段々とBL趣味に染まりつつある。つもりんがふと発した一言がきっかけでカントクを意識するようになる。
古いアパートで暮らしており、部屋着はダサく、部屋はそこそこ汚い。
先生（せんせい）
声 - 津田美波
漫画家志望でロングストレートの黒髪に眼鏡をかけぶっきらぼうな話し方をする女性店員。本名は「ひなた」。サークル「そばカレー」の「ジョナ太郎（ジョナたろう）」のペンネームで同人活動を行い、プロ漫画家を目指している。あだ名の由来はバイト初日の挨拶で「矢上川センチ郎先生を超える漫画家になる」と宣言したことによる。ソムリエと並ぶ読書家。「うまのほね」の店内POPやパネルも描いている。
他の女性と比べて女子力に欠けることが悩みであり、つもりんからもよく女子力の低さをネタにされることがある。つもりんのことを師匠と呼んでいる。
胸のサイズは平均よりは大きめ。海雄のことを意識している。ファミレス大好き人間。
「うまのほね」店員の中では一番の泣き虫で、泣く時には比較的大粒の涙があふれ出ている。また、プレッシャーに弱く、入稿日に間に合いそうにない時、泣きながら床を転げまわり、幼児退行（通称「赤ちゃんモード」）を起こしている。
腐ガール（ふガール）
声 - MAKO（ドラマCD） / 竹達彩奈（テレビアニメ）
メインキャラクターの店員の中で唯一の10代である女性店員。本名は「谷津 コハル（やつ コハル）」。1年B組の16歳の女子高生。
赤いショートカットに小さなツインテール、ノコギリのような歯が特徴。かなり小柄で貧乳。メインキャラクターの中で一番背が低い。ゾンビが大好きで、何かにつけ海雄らをゾンビに見立ててバットなどで殴ろうとする。
ゾンビ関連ばかりだが造形や特殊メイクが得意。幽霊は苦手。弟のタイシからは「ハルちゃん」と呼ばれている。
ソムリエに想いを寄せており、自身の気持ちをソムリエに伝えている。
カメ子（カメこ）
声 - 相沢舞
キャスケット帽子を被った癖っ毛の女性店員。常に一眼レフカメラを携行し写真を撮るのが好きだが、自分を撮られるのは苦手。語尾に「〜ですぞ」を付けるのが口癖。7人の中ではカントクに次いで勤務歴が長く、店員時代のつもりんとも面識があった。
カントクに想いを寄せているが、叶わぬ恋だと割り切っている。記録係を自称し、喧騒や恋愛事から一歩引いた立場にいることが多い。腐ガールと同様に貧乳であることがコンプレックス。
実は結構女子力が高いが、BL趣味もある。お酒は弱いが、全く飲めない訳ではない。しかし、過去の飲み会において飲み過ぎたことが原因でカントクや他のメンバーに迷惑をかけて以来、下戸であるということにしている。
海雄（うみお）
声 - 逢坂良太
この漫画の主人公たる新人男性店員。黒髪に眼鏡をかけた大学生。アルバイト。あだ名が無く本名そのままか「うみ（ちゃん、くん）」と呼ばれる。
絵の心得があり、うまのほねにアルバイトとして雇われる以前から一般公募のPOP広告に採用されており、後には「ジョナ太郎」こと先生の同人活動の手伝いもする。
普段は目立たないが、漫画やゲームなどに強いこだわりを持ち、熱く語ることがある。オタクのジャンルはマンガ、ゲーム、ライトノベルなど多岐にわたり、うまのほねではその知識を生かした陳列などを行っている。つもりんに対しては直に接すると卒倒するほどの大ファン。
連載が始まる前にイベントで配られたチラシには「菊池海雄」と記載されていたが本編には一切登場せず、また作者の水自身もボツ設定に近いと述べているが、実家の表札が菊池であった。
カントク
声 - 松岡禎丞
茶髪の男性店員。うまのほねの正社員で、他のアルバイト店員を統率する役割を担っている。つかみどころが無く、しばしばひおたんや海雄らをからかう。7人の中では勤務歴が最も長い。おっぱいが好き。
つもりんはアルバイト時代の先輩にあたり、交際していた。
イベント前には自ら率先して残業を行ったり、問題が発生した際にはその場を仕切るなど頼りになる一面もある。映像を撮るのが趣味で、元・映画監督志望。
ハンディカメラ片手にひおたんのおもしろ顔をコレクションしているが、つもりん曰く「好きな子にはいじわるしたくなる」という性格の持ち主で、ひおたんに想いを寄せている。
ソムリエ
声 - 杉田智和（ドラマCD） / 富田貴洋（テレビアニメ）、児玉理恵子（幼少期）
眼を覆い隠すほどの前髪と長身の男性店員。フリーター。基本は無口だが、客の望む漫画を的確に勧めることのできる漫画知識を持ち、イベントフロアで催す「ソムリエ会」には大勢の客が詰めかける。ソムリエ自身も女性客に人気がある。
巨乳好きで胸関連の言葉が書かれたシャツを着ている。お化けが苦手。腐ガールに好意を寄せており、その想いを告白、付き合うことになった。
エロ本Gメンは小学校のころの同級生。なにかと裸になることが多く、その度に警察沙汰になっている。
店長
声 - 川原慶久
本作にたびたび登場する。カントクと同じく正社員で、うまのほねデンキ街本店の店長をしている。つもりんがうまのほねにいた時はアルバイトとして働いており、カントク、つもりんとよく一緒に行動をしていた。つもりんには「ちーちゃん」と呼ばれていた。
一見、温厚なぽっちゃりめの眼鏡をかけた男性だが、朝礼で自作の社歌を歌うなどの妙な行動を見せることもある。
アニメでは次回予告のみ登場し、音声なしのセリフを言っていたが、最終回Cパートの朝礼シーンにて音声付のセリフを喋っている。

### その他
つもりん
声 - 佐藤聡美
「つもり はるか」の名で活動中のライトノベル作家。両側頭部で2本ずつに分けた髪型が特徴の朗らかな女性。うまのほねの元店員で、カントクの元・恋人でもあり、しばらく恋愛感情を引きずっていた。
女子力が高いと思われてたが、酒癖が非常に悪く、また宴会では他のうまのほねメンバーを飲みすぎるまで酒を飲ませほぼ毎回ダウンさせる。
エロ本Gメン
声 - 小林ゆう
「東京都青少年健全育成指導員」という成人向け図書の管理状況を調査・勧告に訪れる役人。長髪を後ろの首元で束ね、縁の尖った眼鏡をかけた女性。実は自身も成人向け、特にBL系漫画を好み、ソムリエのファンでもある。巨乳で背が高い。
ソムリエは小学校のころの同級生で、好意を寄せている。エロ本Gメンの家庭は非常に厳しく、そのころから公務員を目指していた。兄がいる。
谷津 タイシ（やつ タイシ）
腐ガールの弟。中学2年生。腐ガールのことを「ハルちゃん」と呼び、腐ガールからは「たいちゃん」と呼ばれている。
シスコンの気があり、腐ガールによく殴られる海雄に嫉妬しライバル視している。自分より強いソムリエのことを尊敬している。
アルバイトとして雇えない年齢のため、「見習い」としてうまのほねで修行中。柔道技が得意で、かつて腐ガールによく殴られていたため身体が頑丈。
そら
海雄の妹。中学生。第7巻で初めて登場した。
海雄同様かなりオタク濃度の濃い人物。特にBL系漫画を好んでいる。
館山さん（たてやまさん）
MMF出版の営業の新人社員。うまのほねに研修に来て、ひおたんの教育の下で職場体験をした。
純情な女性だったが、ガチムチ系のBLに目覚めてしまった。

### 番外編の登場人物

#### みかんBOOKS
のはら
本名「木ノ下 のはら（このした のはら）」。みかんBOOKSの女性アルバイト店員。
巨乳好きな明るい少女で、仕事中によくふざけて花田に怒られている。うまのほねを「リア充の巣窟」としてライバル視している。
本業は腐ガールと同じ高校生であり、同じ学校の同じクラスの友人同士。腐ガールの好きなものから苦手なものまですべてを把握しているという。
漆黒の凶鳥（しっこくのきょうちょう）
のはらと共に働き始めた女性アルバイト店員。ゴスロリ衣装を着ており、勤務中でもエプロンをしようとしない。
いわゆる中二病の言動をする小柄な女性で、真面目に仕事をせず怒られている。貧乳で、巨乳に対抗意識がある。
たまちん
本名「田町 ゆり（たまち ゆり）」。のはらと共に働き始めた女性アルバイト店員。
巨乳で眼鏡をかけた女性で、比較的真面目で気弱な性格だが、のはら達の悪ふざけに巻き込まれることが多い。BLが大好き。
花田 和人（はなだ かずと）
みかんBOOKSの男性社員で、アルバイトらの教育や統率もしている。
常識人だが、のはら達の悪ふざけには容赦ない鉄拳制裁を行なう。

#### ウニメイト
仲座 ひめ（なかざ ひめ）
予備校に通う高校3年生の少女。王子に助けられ一目惚れしたことをきっかけに、ウニメイトで短期の職場体験を始める。
須崎 王子（すざき きみこ）
ウニメイトで働く女性店員。1階フロアリーダーをしており、店員仲間からは「王子（おうじ）」と呼ばれる。
ハンサムな容姿と振る舞いから、ひめに男性と間違われ一目惚れされる。

## 作品の舞台
COMIC うまのほね
とある電気街に建つデンキ街本店を筆頭に全国で店を展開している漫画専門の書店。本作の舞台となっているデンキ街本店は8階建てビルにフロアを持つ。通称「うま」。一般向け商業誌だけでなく成人向け図書や同人誌も扱う。人気書籍の発売日や即売会直後の委託同人誌発売日などには夥しい顧客が来店し、深夜販売を決行したり入場制限を設ける必要が生じる。また、特典などの付く商品の発売直前やクリスマスやコミカ等の各種イベント前後には、店に大量の商品が届き店員が夜間まで封入作業に追われる。
メインキャラクターである7人の他に店長や他フロアの店員も居る。アルバイト社員と正社員ではエプロンの色が異なる。
また、テレビアニメ版ではイメージキャラ「うまなみちゃん」（声：飯塚麻結）が存在する。
みかんBOOKS
COMIC うまのほねと同じデンキ街に同様の店舗を構える競合書店。本編では第5話に登場したのみだが、本誌2012年7月号および短編集『宮田書店へようこそ!』では「『デンキ街の本屋さん』外伝 みかんBOOKSの場合」と題し、のはら・たまちん・漆黒の凶鳥の女性アルバイト店員3名と彼女らを統括する男性社員・花田の物語が描かれた。また、メロンブックス限定小冊子や本誌2014年4月号および短編集『男子トイレで待ち合わせ』において「みかんBOOKSの人々」と題し、短編5話が描かれた。
unimate（ウニメイト）
COMIC うまのほね電気街店の隣りに店舗を構える書店。ソムリエ会や運動会などもなく、気軽にコミカに参加できない等、勤務の様子はうまのほねとは異なっている。本誌2014年7月号・8月号および短編集『屋上に咲く花』において「ウニメイトの王子様」と題し、ウニメイトで職場体験をすることになった女子高生・ひめとウニメイト店員・王子との物語が描かれた。

## 書誌情報
- 水あさと『デンキ街の本屋さん』KADOKAWA メディアファクトリー（MFコミックス フラッパーシリーズ）、全15巻
  1. 2011年11月30日発行（2011年11月12日発売[17]）、ISBN 978-4-8401-4063-8
  2. 2012年4月30日発行（2012年4月23日発売[18]）、ISBN 978-4-8401-4458-2
  3. 2012年8月30日発行（2012年8月23日発売[19]）、ISBN 978-4-8401-4713-2
  4. 2013年1月31日発行（20131月23日発売[20]）、ISBN 978-4-8401-4787-3
  5. 2013年7月31日発行（2013年7月23日発売[21]）、ISBN 978-4-8401-5089-7
  6. 2013年12月31日発行（2013年12月21日発売[22]）、ISBN 978-4-8401-5089-7
  7. 2014年5月31日発行（2014年5月23日発売[23]）、ISBN 978-4-04-066559-7
  8. 2014年9月30日発行（2014年9月23日発売[24]）、ISBN 978-4-04-066858-1
    - 『デンキ街の本屋さん 8.5 ガイドブック』同日発売[25]、ISBN 978-4-04-066859-8

  9. 2015年2月28日発行（2015年2月23日発売[26]）、ISBN 978-4-04-067265-6
  10. 2015年7月31日発行（2015年7月23日発売[27]）、ISBN 978-4-04-067558-9
  11. 2016年1月31日発行（2016年1月23日発売[28]）、ISBN 978-4-04-067558-9
  12. 2016年6月30日発行（2016年6月23日発売[29]）、ISBN 978-4-04-068282-2
  13. 2016年11月21日発行（同日発売[30]）、ISBN 978-4-04-068578-6
  14. 2017年5月23日発行（同日発売[31]）、ISBN 978-4-04-069203-6
  15. 2017年12月22日発行（同日発売[32]）、ISBN 978-4-04-069573-0

日本国外においては長鴻出版社より翻訳版が出版されている。
短編集
- 「宮田書店へようこそ!」 2012年8月30日発行（2012年8月23日[33]発売）、ISBN 978-4-8401-4714-9 - 『デンキ街の本屋さん』外伝「みかんBOOKSの場合」を含む7編を収録した短編集
- 「男子トイレで待ち合わせ」 2014年10月31日発行（2014年10月23日[34][35]発売）、ISBN 978-4-04-066886-4 - 『デンキ街の本屋さん』外伝「みかんBOOKSの人々」を含む6編を収録した短編集
- 「屋上に咲く花」 2014年10月31日発行（2014年10月23日発売）ISBN 978-4-04-066885-7 - 『デンキ街の本屋さん』外伝「ウニメイトの王子様」を含む5編を収録した短編集

## ドラマCD
HOBiRECORDSから2013年8月5日にコミックとらのあな限定で発売。
- 「デンキ街の本屋さんドラマCD〜うまのほねの人々〜」

収録内容
第1話「ラブ&エロス フォー オール」
第2話「胸の旅人」
第3話「アルバムに残らない今日」
第4話「シークレットパラダイス」
脚本は第2話を水あさとが、それ以外を日暮茶坊が担当している。また、CDジャケットは水あさとが書き下ろした。

## テレビアニメ
2014年5月にアニメ化が発表され、2014年10月より12月まで放送された。
テレビアニメの放送を記念して2014年10月には求人情報サイト「バイトル」とのタイアップ企画が行われ、特設サイトにはコミック うまのほねの求人広告が掲載されている。

### スタッフ
- 原作 - 水あさと（KADOKAWA・メディアファクトリー「コミックフラッパー」連載）
- 監修 - 森脇真琴
- 監督 - 佐藤まさふみ
- シリーズ構成 - ふでやすかずゆき
- キャラクターデザイン・総作画監督 - 國行由里江
- キーアニメーター - 野田康行
- 美術監督 - 三原伸明
- 色彩設計 - 中野倫明
- 撮影監督 - 髙橋賢司
- 編集 - 中葉由美子
- 音響監督 - 平光琢也
- 音楽 - 高木洋
- 音楽制作 - ポニーキャニオン
- プロデューサー - 堀切伸二、小嶋慶也、松村俊輔、永瀬智人、山田裕一
- アニメーションプロデューサー - 廣川浩二
- ラインプロデューサー - 山﨑智史
- アニメーション制作 - シンエイ動画
- 製作 - コミックうまのほね

### 主題歌
オープニングテーマ「齧りかけの林檎」（第1話 - 第11話）
作詞 - 藤林聖子 / 作曲 - 筒美京平 / 編曲 - 小林俊太郎 / 歌 - 竹達彩奈
第12話では不使用。
エンディングテーマ「two-Dimension's Love」
作詞 - 水あさと / 作曲 - 石井伸昂 / 編曲 - 梅堀淳 / 歌 - denk!girls（高森奈津美、津田美波、竹達彩奈、相沢舞）
第12話ではCパートの前にFull Versionがそのまま流され、全12回の間で参加したスタッフ全員がクレジットされた。
挿入歌
「うまのほねCMソング」（第1話）
作詞 - 佐藤まさふみ / 作曲・編曲 - 高木洋 / 歌 - デンキ街ヤングメイツ
「いつかもどる季節」（第11話）
作詞 - 佐藤まさふみ / 作曲・編曲 - 高木洋 / 歌 - 小林ゆう
「コミックうまのほね社歌」（第12話）
作詞 - 水あさと / 作曲 - 佐藤まさふみ / 歌 - 店長（川原慶久）

### 各話リスト
- 太字は公式サイト表記のメインサブタイトル。

| 話数   | 話数 | サブタイトル                   | 脚本             | 絵コンテ     | 演出         | 作画監督                            | プロップデザイン                    |
| ------ | ---- | ------------------------------ | ---------------- | ------------ | ------------ | ----------------------------------- | ----------------------------------- |
| 第1話  | A    | ラブ&エロス フォー オール      | ふでやすかずゆき | 佐藤まさふみ | 佐藤まさふみ | 野田康行                            | 松浦仁美 佐藤由紀 石井智美 山下晃   |
| 第1話  | B    | ナイトメア ビフォア カルナバル | ふでやすかずゆき | 佐藤まさふみ | 佐藤まさふみ | 野田康行                            | 松浦仁美 佐藤由紀 石井智美 山下晃   |
| 第2話  | A    | Deep Deep Night                | ふでやすかずゆき | 大下丈人     | 布施康之     | 茂木琢次 曽々木安恵                 | -                                   |
| 第2話  | B    | デンキ街は燃えているか         | ふでやすかずゆき | 大下丈人     | 布施康之     | 茂木琢次 曽々木安恵                 | -                                   |
| 第3話  | A    | Party Hard                     | 井上美緒         | 福田道生     | 玉田博       | 小澤円 北村友幸                     | 山下晃                              |
| 第3話  | B    | ひおたんよ家に帰れ             | 井上美緒         | 福田道生     | 玉田博       | 小澤円 北村友幸                     | 山下晃                              |
| 第3話  | C    | エンドレス・カルナバル         | 井上美緒         | 福田道生     | 玉田博       | 小澤円 北村友幸                     | 山下晃                              |
| 第4話  | A    | キングオブPOP                  | 森脇真琴         | 稲垣隆行     | 安藤貴史     | 川島尚 小倉典子                     | 小澤理彦 矢吹英子 小川麻衣          |
| 第4話  | B    | chocolate panic                | 森脇真琴         | 稲垣隆行     | 安藤貴史     | 川島尚 小倉典子                     | 小澤理彦 矢吹英子 小川麻衣          |
| 第5話  | A    | 春にパンチラ                   | 江夏由結         | 金井景子     | 渡辺健一郎   | 松浦仁美                            | 安貴百合                            |
| 第5話  | B    | I am Rain                      | 江夏由結         | 金井景子     | 渡辺健一郎   | 松浦仁美                            | 安貴百合                            |
| 第5話  | C    | ざわめき                       | 江夏由結         | 金井景子     | 渡辺健一郎   | 松浦仁美                            | 安貴百合                            |
| 第6話  | A    | 宿はなし                       | 江夏由結         | 菱田正和     | 吉川浩司     | 杉山了蔵                            | 濱本愛果 山下晃                     |
| 第6話  | B    | Secret Paradise                | 江夏由結         | 菱田正和     | 吉川浩司     | 杉山了蔵                            | 濱本愛果 山下晃                     |
| 第7話  | A    | いざ銭湯へ……                   | 井上美緒         | 島津裕行     | 松田清       | 鳥山冬美 鷲田敏弥                   | -                                   |
| 第7話  | B    | 胸がいっぱい                   | 井上美緒         | 島津裕行     | 松田清       | 鳥山冬美 鷲田敏弥                   | -                                   |
| 第8話  | A    | 眠る人                         | 森脇真琴         | 渡辺健一郎   | 渡辺健一郎   | 柴田志朗 鶴田愛                     | 佐藤由紀 石井智美 永野千絵 佐久間梓 |
| 第8話  | B    | I am Rain 2                    | 森脇真琴         | 渡辺健一郎   | 渡辺健一郎   | 柴田志朗 鶴田愛                     | 佐藤由紀 石井智美 永野千絵 佐久間梓 |
| 第8話  | C    | ラフさりげなく                 | 森脇真琴         | 渡辺健一郎   | 渡辺健一郎   | 柴田志朗 鶴田愛                     | 佐藤由紀 石井智美 永野千絵 佐久間梓 |
| 第9話  | A    | Koijanaino                     | 江夏由結         | 福田道生     | 玉田博       | 村長由紀 櫻井拓郎 杉山了蔵 鳥山冬美 | 小澤理彦 石井智美 岡崎あずさ        |
| 第9話  | B    | やあ、調子はどうだい           | 江夏由結         | 福田道生     | 玉田博       | 村長由紀 櫻井拓郎 杉山了蔵 鳥山冬美 | 小澤理彦 石井智美 岡崎あずさ        |
| 第9話  | C    | 雪の降る夜                     | 江夏由結         | 福田道生     | 玉田博       | 村長由紀 櫻井拓郎 杉山了蔵 鳥山冬美 | 小澤理彦 石井智美 岡崎あずさ        |
| 第10話 | A    | ワンダフル・チョコレート       | 井上美緒         | 金井景子     | 布施康之     | 松浦仁美 安田周平                   | -                                   |
| 第10話 | B    | chocolate philosophy           | 井上美緒         | 金井景子     | 布施康之     | 松浦仁美 安田周平                   | -                                   |
| 第10話 | C    | 飴色の部屋                     | 井上美緒         | 金井景子     | 布施康之     | 松浦仁美 安田周平                   | -                                   |
| 第10話 | D    | 眠れぬ夜につかまえた           | 井上美緒         | 金井景子     | 布施康之     | 松浦仁美 安田周平                   | -                                   |
| 第11話 | A    | 小さな頃から                   | ふでやすかずゆき | 稲垣隆行     | 上原秀明     | 窪敏 桜井木ノ実                     | 小澤理彦 茂木琢次                   |
| 第11話 | B    | 暴かれた生活                   | ふでやすかずゆき | 稲垣隆行     | 上原秀明     | 窪敏 桜井木ノ実                     | 小澤理彦 茂木琢次                   |
| 第11話 | C    | 唇のソレ                       | ふでやすかずゆき | 稲垣隆行     | 上原秀明     | 窪敏 桜井木ノ実                     | 小澤理彦 茂木琢次                   |
| 第12話 | A    | 隠者の書庫                     | ふでやすかずゆき | 佐藤まさふみ | 佐藤まさふみ | 小川麻衣                            | -                                   |
| 第12話 | B    | 桜が咲いたら                   | ふでやすかずゆき | 佐藤まさふみ | 佐藤まさふみ | 小川麻衣                            | -                                   |
| 第12話 | C    | Welcoming morning              | ふでやすかずゆき | 佐藤まさふみ | 佐藤まさふみ | 小川麻衣                            | -                                   |

### 放送局
| 放送期間                             | 放送時間           | 放送局   | 対象地域・備考              |
| ------------------------------------ | ------------------ | -------- | --------------------------- |
| 2014年（平成26年）10月2日 - 12月18日 | 木曜 22:30 - 23:00 | TOKYO MX | 東京都                      |
| 2014年（平成26年）10月4日 - 12月20日 | 土曜 23:00 - 23:30 | BS11     | 日本全域 / 『ANIME+』枠     |
| 2014年（平成26年）10月8日 -          | 水曜 21:00 - 21:30 | AT-X     | 日本全域 / リピート放送あり |

| 放送期間                    | 放送時間                     | 放送局             | 対象地域・備考                              |
| --------------------------- | ---------------------------- | ------------------ | ------------------------------------------- |
| 2014年（平成26年）10月6日 - | 月曜 0:00 - 0:30（日曜深夜） | ニコニコ生放送     | 日本全域                                    |
|                             | 月曜 0:30（日曜深夜） 更新   | ニコニコチャンネル | 日本全域                                    |
|                             | 月曜 12:00 更新              | dアニメストア      | 日本全域 / 見放題サービス利用者は全話見放題 |

### 関連商品

#### BD / DVD
| 巻 | 発売日         | 収録話          | 規格品番   | 規格品番   |
| 巻 | 発売日         | 収録話          | BD         | DVD        |
| -- | -------------- | --------------- | ---------- | ---------- |
| 1  | 2014年12月24日 | 第1話 - 第2話   | PCXG-50441 | PCBG-52581 |
| 2  | 2015年1月30日  | 第3話 - 第4話   | PCXG-50442 | PCBG-52582 |
| 3  | 2015年2月27日  | 第5話 - 第6話   | PCXG-50443 | PCBG-52583 |
| 4  | 2015年3月18日  | 第7話 - 第8話   | PCXG-50444 | PCBG-52584 |
| 5  | 2015年4月15日  | 第9話 - 第10話  | PCXG-50445 | PCBG-52585 |
| 6  | 2015年5月20日  | 第11話 - 第12話 | PCXG-50446 | PCBG-52586 |

#### CD
| 発売日         | タイトル                                      | 規格品番                                     |
| -------------- | --------------------------------------------- | -------------------------------------------- |
| 2014年10月15日 | 齧りかけの林檎                                | PCCG-1427（初回限定盤） PCCG-70222（通常盤） |
| 2014年10月29日 | two-Dimension's Love                          | PCCG-70228                                   |
| 2014年12月3日  | DENK!SONGS1                                   | PCCG-01444                                   |
| 2014年12月17日 | DENK!SONGS2                                   | PCCG-01445                                   |
| 2015年3月18日  | デンキ街の本屋さん オリジナルサウンドトラック | PCCG-01470                                   |